# Crocomela palmeri
Crocomela palmeri là một loài bướm đêm thuộc phân họ Arctiinae, họ Erebidae.